# Raban Truchseß von Wilburgstetten
Raban Truchseß von Wilburgstetten (né vers 1295 au château de Wilburgstetten, mort le 18 octobre 1383 à Nuremberg) est prince-évêque d'Eichstätt de 1365 à sa mort.

## Biographie
Raban Truchsess von Wilburgstetten est issu de la famille noble franconienne Truchseß von Wilburgstetten (de). Cette famille est une famille de ministériels des comtes d'Oettingen et occupe le greffe d'un écuyer de cuisine. Sa mère est une von Pfahlheim.
Il étudie le droit à l'université de Bologne en 1315 et devient chanoine et kustos (de) de l'abbaye de Feuchtwangen en 1318. De plus, en 1330, il devient titulaire de la prébende de la paroisse riche de Honhardt. Il est mentionné pour la première fois en 1342 comme chanoine d'Eichstatt et trois ans plus tard kustos de la cathédrale. En 1346, il reçoit le poste de Pfleger (de) à Arberg et en 1349 à Eichstätt. Il est mentionné pour la première fois le 14 février 1352 comme prévôt d'Eichstätt. Le 18 juillet 1364, il devient Pfleger et verweser (de) du diocèse de Ratisbonne, puisque ni l'évêque Frédéric de Zollern est victime de tensions avec le chapitre des chanoines comme son frère Berthold von Zollern, évêque d'Eichstätt. Il ne renonce à cette charge qu'en mai 1366 et donc après son élection comme évêque d'Eichstatt.
Raban a donc une longue et fructueuse carrière derrière lui lorsqu'il est élu évêque d'Eichstätt en septembre 1365, succédant à Berthold, à l'âge de 70 ans. Le 1er octobre 1365, il se rend à Avignon, où le pape Urbain V lui accorde la commission papale le 18 décembre. Il est ordonné deux jours plus tard et ordonné évêque le 21 décembre. Le 18 janvier 1366, il entre solennellement à Eichstätt en tant que nouvel évêque.
À l'époque de Charles IV, il est impliqué dans la conclusion de Landfrieden (de). Il gagne du mérite grâce au remboursement de la dette de son diocèse et dans le gage de domaines. Il enrichit ainsi la propriété du diocèse d'Eichstätt. Se méfiant de rébellions, il finit de consolider le château Saint-Willibald (de) à Eichstätt et le château de Nassenfels (de) et renforce les fortifications à plusieurs endroits de la principauté. Il entreprend également des travaux de construction à Eichstätt : il fait démolir la longue nef de la cathédrale et l'église-halle encore existante aujourd'hui ; pour le financer, il fonde un fonds de construction de cathédrales, qu'il examine lui-même attentivement. Il fait reconstruire à ses frais le couvent des Dominicains d'Eichstätt (de), victime d'un incendie en 1366.
L'évêque doit affronter les barons voleurs à plusieurs reprises. En 1375, il conquiert le château (de) d'Eppelein von Gailingen à Gunzenhausen et le fait démolir. Il remporte des poursuites judiciaires pour des attaques contre sa propriété contre Wilhelm von Seckendorff, Heinrich von Absberg (de) et Berthold Schenk von Geyern (de). Pour mieux se protéger, Raban rejoint en 1375 la Ritterbund (de) franconienne de Saint-Georges.
Il meurt le 13 octobre 1383 à la Diète d'Empire de Nuremberg après une courte maladie. Il est enterré dans le chœur Willibald de la cathédrale d'Eichstatt, sa dalle funéraire a disparu.